# L'altra metà dell'avanguardia 1910-1940
L'altra metà dell'avanguardia 1910-1940. Pittrici e scultrici nei movimenti delle avanguardie storiche è stata una mostra d'arte moderna e contemporanea che si tenne nel 1980 nel Palazzo Reale di Milano. Fu curata da Lea Vergine e organizzata dal Comune di Milano. Conteneva opere di artiste delle avanguardie di inizio '900 ed è riconosciuta come una pietra miliare degli studi sulla storia dell'arte e questioni di genere. La mostra fu successivamente ospitata al Palazzo delle Esposizioni di Roma (dal 3 luglio all’8 agosto 1980) e al Kulturhuset di Stoccolma con l'aggiunta di alcune opere (dal 14 febbraio al 10 maggio 1981).

## Storia
La mostra fu il risultato di tredici mesi di lavoro, dove fu necessario ricostruire una storiografia lacunosa in assenza di precedenti ricerche. La genesi della mostra venne raccontata dalla curatrice nel libro L'arte ritrovata. Alla ricerca dell'altra metà dell'avanguardia pubblicato da Rizzoli nel 1982, nel quale Lea Vergine ripercorre il «lavoro da detective» nel mettersi in contatto con le artiste e raccogliere le opere per la mostra. La mostra venne inaugurata il 16 febbraio 1980.
L’operazione di Vergine fu un tentativo di risposta a due esposizioni di grande rilevanza internazionale dedicate al ruolo femminile nell’arte: Women Artists: 1550-1950 curata da Ann Sutherland Harris e Linda Nochlin tenuta in quattro istituzioni americane tra il 1976 e il 1977 e Künstlerinnen International 1877-1977 organizzata dal gruppo Frauen in der Kunst nel 1977 presso lo Schloss Charlottenburg di Berlino. Queste due mostre seppur rappresentando i primi tentativi di un approccio di carattere storico, furono pesantemente criticate da Lea Vergine in quanto «censimenti deprimenti» che coprivano intervalli temporali troppo estesi per permettere un'indagine sufficientemente scientifica. In contrasto a queste esperienze Lea Vergine limitò la sua area di indagine alle avanguardie del primo Novecento, con lo scopo di restituire un riconoscimento storico al ruolo femminile nell’arte ricostruendo i profili di artiste che la storiografia aveva scolorito, «le aveva archiviate come personalità “interessanti” in quanto legate ai leader dell'epoca secondo la convenzione della musa ispiratrice, dell'alter ego dell’artista maschio».

## L'allestimento
Per l’allestimento della mostra, su consiglio del designer Enzo Mari, Lea Vergine chiamò l’architetto Achille Castiglioni che seguì il progetto con la collaborazione e la progettazione grafica dell'artista Grazia Varisco. Il percorso della mostra si estese lungo le ventidue sale di Palazzo Reale a Milano. Nel progetto di Castiglioni le opere e i documenti occuparono le pareti contigue alla sinistra dello spettatore mentre alla destra grandi velari in tessuto bianco scendevano dal soffitto tagliando diagonalmente lo spazio. Questa soluzione architettonica oltre che creare un ambiente più intimo per la visione delle opere rifletteva la luce delle lampade alogene illuminando lo spazio in maniera indiretta. L'allestimento venne molto lodato dalla stampa, la giornalista Laura Viotti su Lotta Continua scrisse «È un seno, è una vela gonfia di vento. Egli ha contrapposto la rigidezza squadrata del muro, del pavimento, delle cornici, nonché delle semplici bacheche [...] la linea che mancava: quella curva. Questo allestimento sottolinea la femminilità in maniera quanto mai adeguata.» Lo stesso Castiglioni rispose alle interpretazioni avanzate dalla critica:  «C’era questo effetto che poi la critica ha iniziato a fuorviare “Ah che bravo l’architetto che ha ripreso l’utero”. Che cavolo di utero, era solo per poter giocare con la luce. Era un gioco per poter spezzare lo spazio e renderlo più intimo.»

## Il catalogo
Il catalogo della mostra, su progetto grafico dell’artista Grazia Varisco, fu redatto con lo scopo di presentarsi come primo punto di partenza per le successive ricerche sul tema, adottando un approccio e rigore scientifico. Esso è composto da introduzione del sindaco Carlo Tognoli, una lettera di Giovanni Lista, due testi di Lea Vergine e un ricco apparato bio-bibliografico. Le centoquattordici note bio-bibliografiche riportano contesto familiare, formazione, opere, mostre ed eventuali viaggi e incontri, evitando di approfondire il profilo della vita privata delle artiste. Furono redatte da una serie di collaboratori e collaboratrici: Elisabetta Fermani, Deanna Farneti, Nicoletta Misler, Loredana Parmesani, Carla Pellegrini Rocca, Silvia Tomasi.

## Accoglienza
La mostra ricevette lodi entusiaste e pesanti critiche sia dalla stampa nazionale che da quella estera. La critica militante femminista rimproverò la curatrice di aver ignorato l'aspetto biografico di quelle artiste, lasciando quindi al pubblico di valutare le loro opere libero da condizionamenti antropologici o sociologici e non in base a rivendicazioni di genere. Lo scrittore Giovanni Testori criticò l’impianto della mostra considerato «maschilista fino al brivido», rimproverando a Vergine di non aver messo in questione i termini stessi di un punto di vista maschile nell'inquadramento storico delle avanguardie novecentesche. Tutta la critica fu però concorde nel riconoscere il valore scientifico della ricerca storiografica.
Nel 1981 il Comune di Milano pubblicò in un volume, con l'introduzione del sindaco Carlo Tognoli, le testimonianze che la stampa italiana e internazionale dedicarono alla mostra.
Nel 2020 la storica dell’arte Angela Maderna pubblicò “L'altra metà dell'avanguardia quarant'anni dopo” nel quale ricostruisce attraverso documenti e contributi la genesi e l’eredità della mostra.

## Artiste
Nell’esposizione furono esposti i lavori di centoquattordici artiste divisi in undici sezioni.

### Der Blaue Reiter
- Marianne Von Werefkin (1860-1938)
- Gabriele Münter (1877-1962)
- Erma Bossi (1875-1952)

Antinovecento - Valori Plastici
- Vanessa Bell (1879-1961)
- Anna Lesznai (1885-1966)
- Edita Broglio (1886-1977)
- Maria Grandinetti Mancuso (1891-1977)
- Jenny Wiegmann (1895-1969)
- Deiva De Angelis (1885-1925)
- Pasquarosa (1896-1973)
- Maria Morino (1899-1981)
- Antonietta Raphaël (1895 o 1900-1975)
- Olga Carol Rama (1918-2015)

### Cubismo - Postcubismo
- Alice Bailly (1872-1938)
- María Blanchard (1881-1932)
- Marie Vassilieff (1884-1957)
- Valeria Denes (1877-1915)
- Alice Halicka (1894-1975)
- Noémi Ferenczy (1890- 1957)
- Marija Marevna Vorob'ëv (1892-1984)
- Sonja Kovačić-Tajčević (1894-1968)
- Tamara de Lempicka (1898-1980)

### Futurismo - Cubofuturismo - Suprematismo
- Marija Sinjakova (1898- 1989)
- Valentine De Saint-Point (1875-1953)
- Natal'ja Gončarova (1881-1962)
- Aleksandra Ėkster (1882-1949)
- Rosa Rosà (1884-1978)
- Varvara Stepanova (1894-1958)
- Růžena Zátková (1885-1923)
- Nadežda Udal'cova (1885-1961)
- Ol'ga Rozanova (1886-1918)
- Véra Pestel (1887-1952)
- Ljubov' Popova (1889-1924)
- Leandra Cominazzini Angelucci (1890-1981)
- Natal'ja Dan'ko (1982-1942)
- Ksenija Boguslavskaja (1892-1972)
- Vera Ermolaeva (1893-1937)
- Alma Fidora (1894-1880)
- Regina (1894-1974)
- Benedetta Cappa (1897-1977)
- Marisa Mori (1900-1985)
- Valentina Kulagina (1902-1987)
- Nina Kogan (1889-1942)
- Giannina Censi (1913-1995)
- Ksenija Ėnder (1895-1955)
- Marija Ėnder (1897-1942)

### Vorticismo
- Helen Saunders (1885-1963)
- Jessie Dismorr (1885-1939)
- Dorothy Shakespear (1866-1973)

### Cercle et Carré
- Adya Van Rees (1876-1959)
- Vera Idelson (1893-1977)
- Florence Henri (1893-1982)
- Marcelle Cahn (1895-1981)
- Franciska Clausen (1899-1986)

### Dadaismo
- Elsa von Freytag-Loringhoven (1874-1927)
- Juliette Roche (1884-1980)
- Clara Tice (1888-1973)
- Katharine Nash Rhoades (1885-1965)
- Agnes Ernst Meyer (1887-1970)
- Käte Steinitz (1889-1975)
- Hannah Höch (1889-1978)
- Suzanne Duchamp (1889-1963)
- Beatrice Wood (1893-1998)
- Angelika Hörle (1899-1923)
- Greta Knutson (1899-1923)

#### Bauhaus
- Ida Kerkovius (1879-1970)
- Marianne Brandt (1893-1983)
- Margaret Leiteritz (1907-1976)
- Lou Scheper (1901-1976)

#### Astrattismo
- Marthe Tour-Donas (1885-1967)
- Sonia Terk Delaunay (1885-1979)
- Sophie Taeuber-Arp (1889-1943)
- Gela Forster (1893-1957)
- Marlow Moss (1889-1958)
- Winifred Nicholson (1893-1981)
- Teresa Zarnowerówna (1897-1950)
- Ella Bergmann-Michel (1896-1971)
- Maria Nicz-Borowiakowa (1896-1944)
- Katarzyna Kobro (1898-1951)
- Erika Giovanna Klien (1900-1957)
- Bice Lazzari (1900-1981)
- Anne Béothy-Steiner (1902-1985)
- Hana Wichterlová (1903-1990)
- Franciszka Themerson (1907-1988)
- Carla Badiali (1907-1992)
- Maria Helena Vieira da Silva (1908-1992)
- Verena Loewensberg (1912- 1986)
- Isabelle Waldberg (1911-1990)
- Carla Accardi (1924-2014)

#### Nuova oggettività
- Käte Hoch (1873-1933)
- Jeanne Mammen (1890-1976)
- Gerta Overbeck (1898-1977)
- Grethe Jürgens (1899-1981)
- Kate Diehn-Bitt (1900-1978)
- Gussy Ahnert-Hippold (1910-2003)
- Lea Grundig (1906-1977)

#### Surrealismo
- Romaine Brooks (1874-1970)
- Georgia O'Keeffe (1887-1986)
- Valentine Hugo (1887-1968)
- Kay Sage (1898-1963)
- Toyen (1902-1980)
- Eileen Agar (1899-1991)
- Nusch (1906-1946)
- Dora Maar (Marković) (1907-1997)
- Milena Pavlović Barilli (1909-1945)
- Jacqueline Lamba (1910-1993)
- Frida Kahlo (1907-1954)
- Meret Oppenheim (1913-1985)
- Remedios Varo (1908-1963)
- Leonora Carrington (1917-2011)
- Dorothea Tanning (1910-2012)
- Gisèle Prassinos (1920-2015)
- Valentine Penrose (1898-1978)
- Ithell Colquhoun (1906-1988)